# Yasin Ayari
Yasin Abbas Ayari (Solna, 6 oktober 2003) is een Zweeds-Tunesisch voetballer die doorgaans speelt als middenvelder. In januari 2023 verruilde hij AIK Fotboll voor Brighton & Hove Albion. Ayari maakte in 2023 zijn debuut in het Zweeds voetbalelftal.

## Clubcarrière
Ayari speelde in de jeugd van Råsunda IS, voor hij in 2012 werd opgenomen in de opleiding van AIK Fotboll. Bij deze club maakte hij op 6 december 2020, toen in de Allsvenskan gespeeld werd op bezoek bij IF Elfsborg. Namens die club scoorden Simon Olsson en Rasmus Alm, waarna Nabil Bahoui en Mikael Lustig de eindstand bepaalden op 2–2. Coach Bartosz Grzelak liet Ayari in de basisopstelling beginnen en haalde hem na een uur spelen naar de kant ten faveure van Ebenezer Ofori. In oktober 2022 tekende hij zijn eerste professionele contract, tot eind 2025. De middenvelder had vanaf 2022 overwegend een basisplaats en hij debuteerde ook in continentaal verband, in de UEFA Europa Conference League. Tijdens dit jaar maakte hij op 2 april ook zijn eerste officiële doelpunt, uit bij BK Häcken. Alexander Jeremejeff scoorde drie keer namens die club, waar ook Oscar Uddenäs doeltrof. Bahoui was trefzeker namens AIK en door een treffer van Ayari werd het uiteindelijk 4–2.
Na een tweede plek in 2021 werd AIK een jaar later vijfde, waarna Ayari vertrok bij de club. Hij werd voor een bedrag van circa vier miljoen euro overgenomen door Brighton & Hove Albion en hij zette zijn handtekening onder een verbintenis voor de duur van vierenhalf jaar. Tijdens zijn eerste halve seizoen kwam hij tot vier officiële optredens. In augustus 2023 werd Ayari verhuurd aan Coventry City. Na dertien optredens in de eerste seizoenshelft werd de Zweed teruggeroepen door Brighton, dat hem daarop voor een halfjaar bij Blackburn Rovers stalde. De nieuwe trainer Fabian Hürzeler gebruikte hem na zijn terugkeer in de zomer van 2024 vaker in het eerste elftal.

## Clubstatistieken
| Seizoen | Club                   | Competitie     | Competitie | Competitie | Beker | Beker | Internationaal | Internationaal | Totaal | Totaal |
| Seizoen | Club                   | Competitie     | Wed.       | Dlp.       | Wed.  | Dlp.  | Wed.           | Dlp.           | Wed.   | Dlp.   |
| ------- | ---------------------- | -------------- | ---------- | ---------- | ----- | ----- | -------------- | -------------- | ------ | ------ |
| 2020    | AIK Fotboll            | Allsvenskan    | 1          | 0          | 0     | 0     | —              | —              | 1      | 0      |
| 2021    | AIK Fotboll            | Allsvenskan    | 12         | 0          | 2     | 1     | —              | —              | 14     | 1      |
| 2022    | AIK Fotboll            | Allsvenskan    | 24         | 4          | 4     | 0     | 5              | 1              | 33     | 5      |
| 2022/23 | Brighton & Hove Albion | Premier League | 3          | 0          | 1     | 0     | —              | —              | 4      | 0      |
| 2023/24 | → Coventry City        | Championship   | 13         | 1          | 0     | 0     | —              | —              | 13     | 1      |
| 2023/24 | → Blackburn Rovers     | Championship   | 10         | 0          | 3     | 0     | —              | —              | 13     | 0      |
| 2024/25 | Brighton & Hove Albion | Premier League | 4          | 0          | 2     | 0     | —              | —              | 6      | 0      |
| Totaal  | Totaal                 | Totaal         | 67         | 5          | 12    | 1     | 5              | 1              | 84     | 7      |

Bijgewerkt op 19 september 2024.

## Interlandcarrière
Ayari maakte zijn debuut in het Zweeds voetbalelftal op 9 januari 2023, toen een vriendschappelijke wedstrijd tegen Finland met 2–0 gewonnen werd door doelpunten van Christoffer Nyman en Joel Asoro. Ayari mocht van bondscoach Janne Andersson in de basis beginnen en hij werd acht minuten voor het einde van de reguliere speeltijd naar de kant gehaald. De andere Zweedse debutanten dit duel waren Leopold Wahlstedt (Odds BK), André Boman (Varbergs BoIS), Victor Eriksson (IFK Värnamo), Noah Persson (Mjällby AIF), Alexander Bernhardsson (IF Elfsborg), Hugo Larsson, Moustafa Zeidan, Sebastian Nanasi (allen Malmö FF), Bilal Hussein, Omar Faraj (beiden eveneens AIK Fotboll), Carl Gustafsson (Kalmar FF) en Joel Asoro (Djurgårdens IF).
| Interlands van Yasin Ayari voor Zweden | Interlands van Yasin Ayari voor Zweden | Interlands van Yasin Ayari voor Zweden | Interlands van Yasin Ayari voor Zweden | Interlands van Yasin Ayari voor Zweden | Interlands van Yasin Ayari voor Zweden | Interlands van Yasin Ayari voor Zweden |
| №                                      | Datum                                  | Wedstrijd                              | Uitslag                                | Competitie                             | Goals                                  |                                        |
| Als speler bij AIK Fotboll             | Als speler bij AIK Fotboll             | Als speler bij AIK Fotboll             | Als speler bij AIK Fotboll             | Als speler bij AIK Fotboll             | Als speler bij AIK Fotboll             | Als speler bij AIK Fotboll             |
| -------------------------------------- | -------------------------------------- | -------------------------------------- | -------------------------------------- | -------------------------------------- | -------------------------------------- | -------------------------------------- |
| 1                                      | 9 januari 2023                         | Zweden – Finland                       | 2 – 0                                  | Vriendschappelijk                      |                                        |                                        |
| 2                                      | 12 januari 2023                        | Zweden – IJsland                       | 2 – 1                                  | Vriendschappelijk                      |                                        |                                        |
| Als speler bij Brighton & Hove Albion  |                                        |                                        |                                        |                                        |                                        |                                        |
| 3                                      | 5 september 2024                       | Azerbeidzjan – Zweden                  | 1 – 3                                  | Nations League 2024/25                 |                                        |                                        |
| 4                                      | 8 september 2024                       | Zweden – Estland                       | 3 – 0                                  | Nations League 2024/25                 |                                        |                                        |

Bijgewerkt op 19 september 2024.